# Eublemma flavescens
Eublemma flavescens là một loài bướm đêm trong họ Erebidae.